# Pignon (kommun)
Pignon är en kommun i Haiti.   Den ligger i departementet Nord, i den centrala delen av landet, 90 km norr om huvudstaden Port-au-Prince.